# Trận Queenston Heights
Trận Queenston Heights là trận chiến lớn đầu tiên trong cuộc Chiến tranh năm 1812 và kết quả là một chiến thắng của Anh. Nó diễn ra vào ngày 13 Tháng Mười, 1812, gần Queenston, trên địa bàn tỉnh hiện nay của Ontario. Đó là chiến đấu giữa Hoa Kỳ và dân quân chính quy lực lượng New York do Thiếu tướng Stephen Van Rensselaer, và các lực lượng Anh và lực lượng dân quân Canada do Thiếu tướng Isaac Brock, và Thiếu tướng Roger Sheaffe, những người nắm quyền chỉ huy khi Brock đã bị giết.